# Пайку (Румунія)
Пайку (рум. Paicu) — село у повіті Келераш в Румунії. Входить до складу комуни Ніколає-Белческу.
Село розташоване на відстані 55 км на схід від Бухареста, 51 км на північний захід від Келераші, 145 км на південний захід від Галаца.

## Населення
За даними перепису населення 2002 року у селі проживали 119 осіб. Усі жителі села рідною мовою назвали румунську.
Національний склад населення села:
| Національність | Кількість осіб | Відсоток |
| -------------- | -------------- | -------- |
| румуни         | 109            | 91,6%    |
| цигани         | 10             | 8,4%     |